# Cattenom
Cattenom è un comune francese di 2 650 abitanti situato nel dipartimento della Mosella nella regione del Grand Est.

## Storia

### Simboli
Lo stemma riprende il blasone della famiglia Cattenom (o Kettenhoven) dell'antica nobiltà di cavalieri della Contea del Lussemburgo. È utilizzato dal comune da oltre un secolo ed è presente nell'armoriale di C. Lapaix del 1877. Questo stemma illustra perfettamente la presenza della centrale nucleare di Cattenom poiché il raggio di carbonchio può rappresentare la fusione dell'atomo che irraggia la sua energia in tutte le direzioni.

## Società

### Evoluzione demografica
Abitanti censiti